# Chiesa di Santa Croce (Piegaro)
La chiesa di Santa Croce è la parrocchiale di Castiglion Fosco, frazione del comune di Piegaro in provincia di Perugia. Appartiene alla zona pastorale V dell'arcidiocesi di Perugia-Città della Pieve e risale al XII secolo.

## Storia
Il primitivo luogo di culto a Castiglion Fosco fu costruito a partire dal XII secolo e ultimato nei primi anni di quello successivo. Sino al 1559 fu sussidiaria dell'abbazia dei Sette Frati e dopo quella data dal punto di vista della giurisdizione ecclesiastica fu direttamente sottoposta al vescovo di Perugia. Secondo gli atti della visita pastorale di Fulvio Giulio della Corgna nella sala era presente il fonte battesimale.

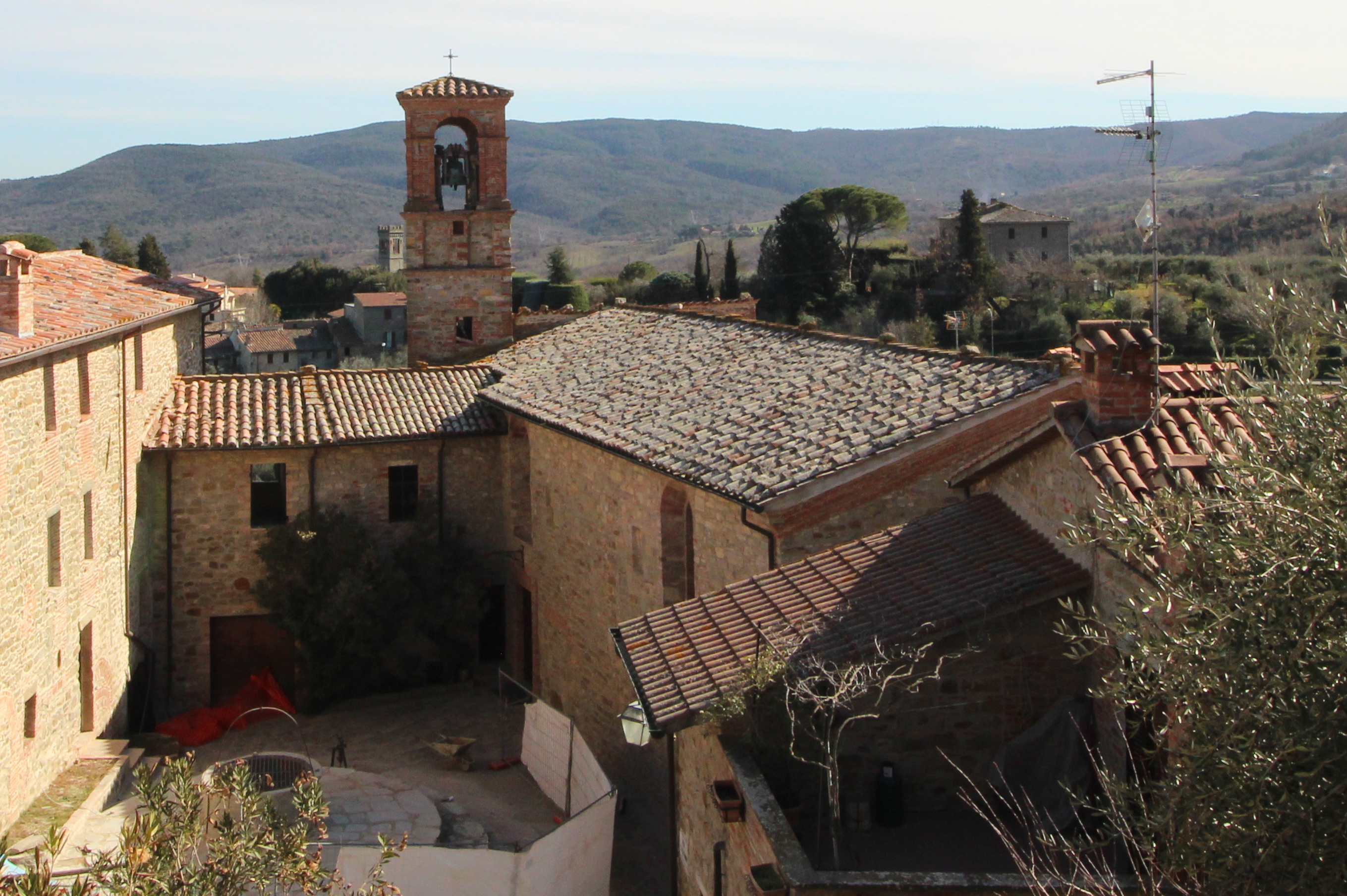
Complesso formato dalla chiesa, dalla canonica e dalla torre campanaria

Durante il XIX secolo venne costruito l'altare ligneo dedicato al Santissimo Crocifisso che poi venne dorato da Agretti da Perugia. Gli ultimi interventi importanti che ci hanno restituito le forme recenti della chiesa risalgono al 1823. Gli interni della sala vennero arricchiti di decorazioni negli anni quaranta e in quel periodo venne anche costruito il tabernacolo marmoreo. L'altare maggiore è stato ricostruito nel 1970 e nei due decenni successivi le pareti esterne sono state restituite al loro originale aspetto in pietra a vista. La sala è stata rinnovata nelle pitture interne nel 2008 da Mary Jane Antonini.
Durante un intervento di restauro conservativo iniziato nel 2008 è venuto alla luce un affresco del XVI secolo raffigurante la Madonna con Bambino, Angelo e Sant'Antonio Abate che sembra riconducibile alla scuola del Perugino.

## Descrizione

### Esterni
La chiesa si trova nella parte orientale dell'abitato di Castiglion Fosco e la facciata a capanna con due spioventi è in pietra a vista. Il portale è architravato ed è sormontato, in asse, da una piccola finestra quadrata. Ha pianta a croce latina e forma con la canonica una piccola piazza. La torre campanaria si alza in posizione arretrata sulla sinistra.

### Interni
La sala a navata unica è ampliata da due cappelle laterali che le conferiscono l'aspetto di croce latina. La cantoria si trova nella prima campata.